# Championnat du monde féminin de hockey sur glace
Le championnat du monde féminin de hockey sur glace est une compétition internationale de hockey sur glace, organisé chaque année par la Fédération internationale de hockey sur glace (désignée par la suite par le sigle de son nom anglais : International Ice Hockey Federation soit IIHF). 
La totalité des finales de 1990 à 2017 ont opposé le Canada aux États-Unis, avec dix victoires canadiennes (dont les huit premières éditions), et huit victoires américaines (dont les quatre dernières en date).

## Historique

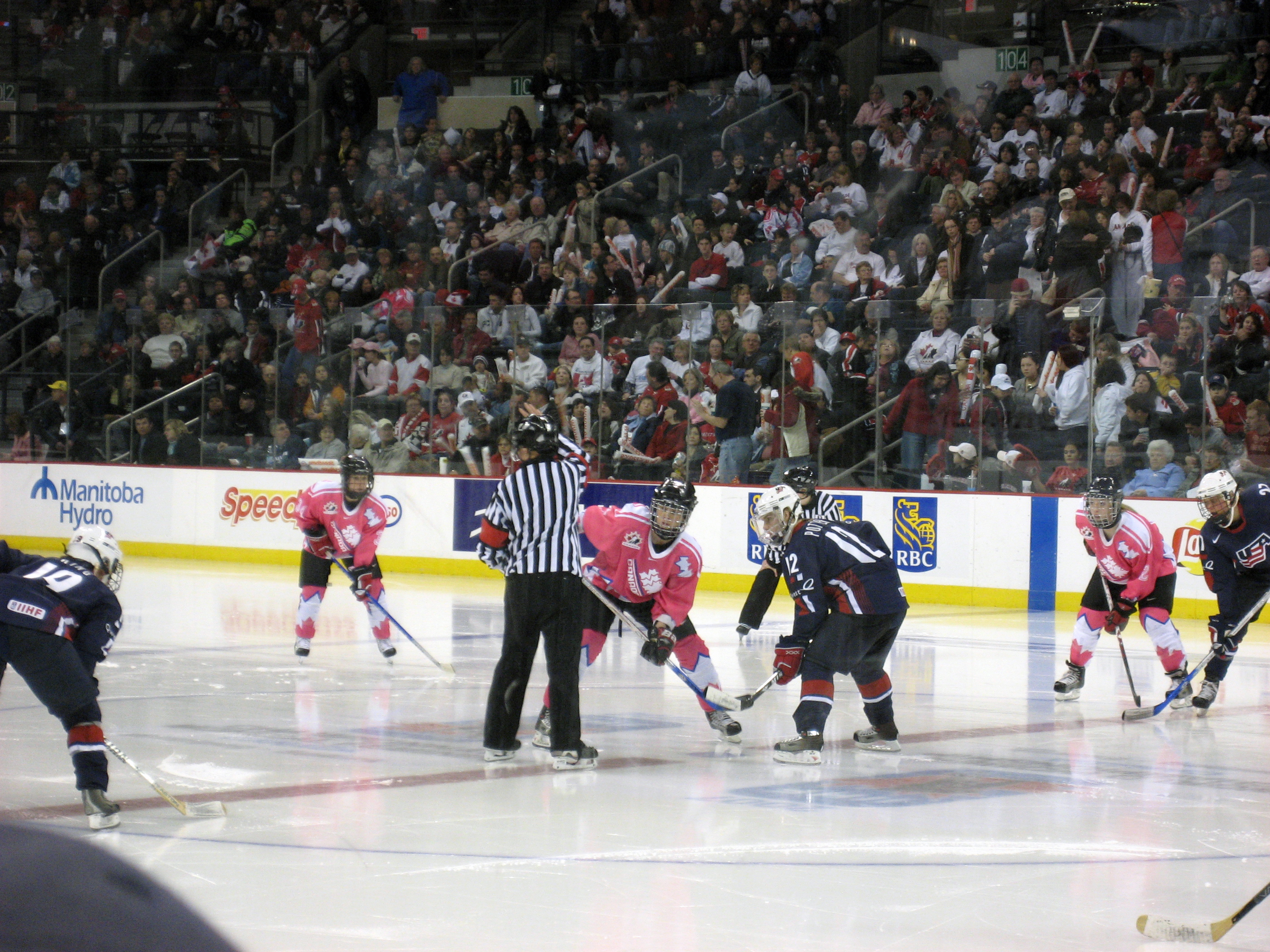
Engagement entre le Canada et les États-Unis lors de l'édition 2007.

En 1989, l'IIHF décide d'organiser un championnat d'Europe féminin afin de promouvoir le hockey sur glace féminin. Avec dix nations voulant participer, un premier tour de barrage est organisé pour avoir une compétition avec huit nations. La Grande-Bretagne et la France vont faire le frais de ce tour de qualification et ne pourront pas jouer pour le championnat d'Europe 1989.
Un an plus tard, l'IIHF va plus loin et décide d'organiser le premier championnat du monde. En plus des cinq meilleurs nations européennes, l'IIHF invite les deux nations d'Amérique du Nord ainsi que la Chine, championne d'Asie en 1989. Le choix de prendre seulement les cinq meilleurs nations européennes s'explique par la volonté de la fédération d'avoir seulement huit nations pour ce premier championnat du monde.
Les huit nations participant à cette première édition ont été mises dans deux poules de quatre. Le tournoi s'est déroulé à Ottawa au Canada. Le premier tour a consisté en une rencontre entre chacun des équipes du groupe puis pour le second tour les quatre nations sont divisées en deux groupes selon le classement et jouent des séries éliminatoires. La finale oppose les deux premières de chaque groupe, le Canada et les États-Unis et les joueuses locales sont les premières sacrées championnes du monde.
La prochaine édition aura lieu en 1992 puis en 1994 tandis qu'en 1995 et 1996, la compétition est remplacée par le championnat du Pacifique.
En 1997, la compétition va devenir une compétition annuelle, mode de fonctionnement calqué sur le championnat masculin, même si au cours de l'année 1998, les nations participent à la place aux Jeux Olympiques de Nagano au Japon. Pour la seconde fois dans une compétition internationale féminine depuis 1990, les Canadiennes ne parviennent pas à remporter le tournoi, la première fois étant en 1997 avec la défaite des Canadiennes contre les Américaines pour la Coupe des quatre nations. En 1998, c'est encore une fois les Américaines qui vont empêcher les Canadiennes de remporter la médaille d'or.
Le championnat du monde 2003 pour le groupe élite qui devait se dérouler en Chine est annulé en raison du SRAS. Certaines nations déjà sur place ont été rapatriées alors que les Canadiennes n'avaient pas été autorisées à faire le déplacement par leur fédération et que Finlandaises et Américaines n'avaient pas encore fait le déplacement. Malgré tout, la compétition est organisée pour les divisions inférieures.
En 2002 et 2006, les éditions du championnat du monde sont une nouvelle fois remplacées par les tournois des Jeux olympiques.
Il faut attendre l'édition de 2005 du championnat du monde pour voir les Canadiennes ne pas remporter la médaille d'or. Encore une fois, les Américaines sont celles qui font chuter le Canada. Alors que la défense canadienne n'a encaissé aucun but au cours des matchs avant la finale, ce dernier match va se jouer aux tirs de fusillade après un score vierge de tout but à l'issue du temps règlementaire et de la prolongation. Finalement les Américaines l'emportent sur le score de 3 buts à 1 et Cammi Granato, capitaine de l'équipe et unique joueuse ayant participé à tous les championnats du monde depuis la première édition, peut enfin remporter sa première médaille d'or.
Pour la première fois en 2008, un championnat du monde pour les moins de 18 ans aura lieu pour les femmes. Habituellement, les joueuses de tout âge pouvaient concourir mais l'IIH a décidé qu'à partir de 2008, un tournoi spécifique pour les jeunes joueuses aurait lieu.
À partir de 2014, il est décidé que seulement la division élite ne serait pas jouée lors des années olympiques. Il y a donc un championnat du monde organisé pour les divisions inférieures lors des Jeux olympiques de 2014 puis de 2018.
En 2019, pour la première fois depuis sa création, le championnat du monde féminin voit une finale qui n'oppose pas le Canada et les États-Unis. En effet, la Finlande élimine le Canada en demi-finale sur le score de 4 à 2 et affronte les tenantes du titre lors de la finale qui se déroule à domicile à Espoo . Cependant, les États-Unis remportent la victoire en tir de fusillade, après l'annulation controversée d'un but finlandais, les arbitres sur glace accordant ce dernier mais les arbitres vidéos de l'IIHF considérant qu'il y a interférence avec la gardienne Alex Rigsby ,.

## Organisation
Jusqu'en 2017 huit nations participaient à la division élite du championnat du monde, mais l'IIHF décide d'élargir le groupe élite à 10 nations pour 2019, à l'aide de deux années sans relégations . Celles-ci sont réparties en deux groupes de 5 : les mieux classées dans le groupe A et les autres dans le groupe B. Chaque groupe est disputé sous la forme d'un championnat à matches simples. Les 5 équipes du groupe A sont qualifiés d'office pour les quarts de finale, de même que les 3 premiers du groupe B. Les 2 derniers du groupe B sont relégués en division inférieure lors de l'édition suivante. 
Les autres divisions (divisions IA, IB, IIA et IIB) accueillent chacune six nations et le groupe pour la Qualification IIB, apparu en 2013, est passé de trois à quatre puis cinq nations. Les équipes finissant à la première place de leur division accèdent pour l'édition suivante à la division supérieure alors que les équipes finissant à la dernière place sont reléguées en division inférieure. Certaines années, il n'y a pas eu de relégation à cause de l'agrandissement ou l'ajout de certaines divisions. Lors des phases de poule, les points sont attribués ainsi :
- 3 points pour une victoire dans le temps réglementaire ;
- 2 points pour une victoire en prolongation ou aux tirs de fusillade ;
- 1 point pour une défaite en prolongation ou aux tirs de fusillade ;
- 0 point pour une défaite dans le temps réglementaire.

## Palmarès

### Liste des médaillées par championnats du monde
| Année | Médaille d'or, monde                                    | Médaille d'argent, monde                                | Médaille de bronze, monde                               | Villes organisatrices                                   |
| ----- | ------------------------------------------------------- | ------------------------------------------------------- | ------------------------------------------------------- | ------------------------------------------------------- |
| 1990  | Canada                                                  | États-Unis                                              | Finlande                                                | Ottawa (Canada)                                         |
| 1992  | Canada                                                  | États-Unis                                              | Finlande                                                | Tampere (Finlande)                                      |
| 1994  | Canada                                                  | États-Unis                                              | Finlande                                                | Lake Placid (États-Unis)                                |
| 1997  | Canada                                                  | États-Unis                                              | Finlande                                                | Kitchener (Canada)                                      |
| 1999  | Canada                                                  | États-Unis                                              | Finlande                                                | Espoo et Vantaa (Finlande)                              |
| 2000  | Canada                                                  | États-Unis                                              | Finlande                                                | Mississauga (Canada)                                    |
| 2001  | Canada                                                  | États-Unis                                              | Russie                                                  | Minneapolis (États-Unis)                                |
| 2003  | Pas de championnat élite en raison du SRAS en Chine     | Pas de championnat élite en raison du SRAS en Chine     | Pas de championnat élite en raison du SRAS en Chine     | Pas de championnat élite en raison du SRAS en Chine     |
| 2004  | Canada                                                  | États-Unis                                              | Finlande                                                | Halifax et Dartmouth (Canada)                           |
| 2005  | États-Unis                                              | Canada                                                  | Suède                                                   | Norrköping et Linköping (Suède)                         |
| 2007  | Canada                                                  | États-Unis                                              | Suède                                                   | Winnipeg et Selkirk (Canada)                            |
| 2008  | États-Unis                                              | Canada                                                  | Finlande                                                | Harbin (Chine)                                          |
| 2009  | États-Unis                                              | Canada                                                  | Finlande                                                | Hämeenlinna (Finlande)                                  |
| 2011  | États-Unis                                              | Canada                                                  | Finlande                                                | Zurich et Winterthour (Suisse)                          |
| 2012  | Canada                                                  | États-Unis                                              | Suisse                                                  | Burlington (États-Unis)                                 |
| 2013  | États-Unis                                              | Canada                                                  | Russie                                                  | Ottawa (Canada)                                         |
| 2014  | Pas de championnat élite en raison des Jeux olympiques  | Pas de championnat élite en raison des Jeux olympiques  | Pas de championnat élite en raison des Jeux olympiques  | Pas de championnat élite en raison des Jeux olympiques  |
| 2015  | États-Unis                                              | Canada                                                  | Finlande                                                | Malmö (Suède)                                           |
| 2016  | États-Unis                                              | Canada                                                  | Russie                                                  | Kamloops (Canada)                                       |
| 2017  | États-Unis                                              | Canada                                                  | Finlande                                                | Plymouth (États-Unis)                                   |
| 2018  | Pas de championnat élite en raison des Jeux olympiques  | Pas de championnat élite en raison des Jeux olympiques  | Pas de championnat élite en raison des Jeux olympiques  | Pas de championnat élite en raison des Jeux olympiques  |
| 2019  | États-Unis                                              | Finlande                                                | Canada                                                  | Espoo (Finlande)                                        |
| 2020  | Pas de compétition en raison de la pandémie de Covid-19 | Pas de compétition en raison de la pandémie de Covid-19 | Pas de compétition en raison de la pandémie de Covid-19 | Pas de compétition en raison de la pandémie de Covid-19 |
| 2021  | Canada                                                  | États-Unis                                              | Finlande                                                | Calgary (Canada)                                        |
| 2022  | Canada                                                  | États-Unis                                              | Tchéquie                                                | Herning et Frederikshavn (Danemark)                     |
| 2023  | États-Unis                                              | Canada                                                  | Tchéquie                                                | Brampton (Canada)                                       |
| 2024  | Canada                                                  | États-Unis                                              | Finlande                                                | Utica (États-Unis)                                      |
| 2025  | États-Unis                                              | Canada                                                  | Finlande                                                | České Budějovice (Tchéquie)                             |

### Table des médailles
| Pays       | Médaille d'or, monde | Médaille d'argent, monde | Médaille de bronze, monde | Total |
| ---------- | -------------------- | ------------------------ | ------------------------- | ----- |
| Canada     | 13                   | 10                       | 1                         | 24    |
| États-Unis | 11                   | 13                       | 0                         | 24    |
| Finlande   | 0                    | 1                        | 15                        | 16    |
| Russie     | 0                    | 0                        | 3                         | 3     |
| Suède      | 0                    | 0                        | 2                         | 2     |
| Tchéquie   | 0                    | 0                        | 2                         | 2     |
| Suisse     | 0                    | 0                        | 1                         | 1     |

## Récompenses individuelles

### Meilleures pointeuses
Cette section présente les meilleures pointeuses de la division élite du championnat c'est-à-dire celles qui ont accumulé le plus de points (buts et passes décisives) chaque année.
| Année | Joueuse                                                | Équipe                                                 | B                                                      | A                                                      | Pts                                                    |
| ----- | ------------------------------------------------------ | ------------------------------------------------------ | ------------------------------------------------------ | ------------------------------------------------------ | ------------------------------------------------------ |
| 1990  | Cindy Curley (en)                                      | États-Unis                                             | 11                                                     | 12                                                     | 23                                                     |
| 1992  | Cammi Granato                                          | États-Unis                                             | 8                                                      | 2                                                      | 10                                                     |
| 1994  | Riikka Nieminen                                        | Finlande                                               | 4                                                      | 9                                                      | 13                                                     |
| 1997  | Riikka Nieminen                                        | Finlande                                               | 5                                                      | 5                                                      | 10                                                     |
| 1999  | Jenny Schmidgall                                       | États-Unis                                             | 5                                                      | 7                                                      | 12                                                     |
| 2000  | Krissy Wendell (en)                                    | États-Unis                                             | 2                                                      | 11                                                     | 13                                                     |
| 2001  | Cammi Granato                                          | États-Unis                                             | 7                                                      | 6                                                      | 13                                                     |
| 2003  | Championnat élite annulé                               | Championnat élite annulé                               | Championnat élite annulé                               | Championnat élite annulé                               | Championnat élite annulé                               |
| 2004  | Jennifer Botterill                                     | Canada                                                 | 3                                                      | 8                                                      | 11                                                     |
| 2005  | Krissy Wendell                                         | États-Unis                                             | 4                                                      | 5                                                      | 9                                                      |
| 2007  | Hayley Wickenheiser                                    | Canada                                                 | 8                                                      | 6                                                      | 14                                                     |
| 2008  | Natalie Darwitz                                        | États-Unis                                             | 6                                                      | 4                                                      | 10                                                     |
| 2009  | Julie Chu                                              | États-Unis                                             | 5                                                      | 5                                                      | 10                                                     |
| 2009  | Natalie Darwitz                                        | États-Unis                                             | 3                                                      | 7                                                      | 10                                                     |
| 2011  | Hilary Knight                                          | États-Unis                                             | 5                                                      | 9                                                      | 14                                                     |
| 2012  | Monique Lamoureux                                      | États-Unis                                             | 7                                                      | 7                                                      | 14                                                     |
| 2013  | Marie-Philip Poulin                                    | Canada                                                 | 6                                                      | 6                                                      | 12                                                     |
| 2014  | Championnat élite annulé en raison des Jeux olympiques | Championnat élite annulé en raison des Jeux olympiques | Championnat élite annulé en raison des Jeux olympiques | Championnat élite annulé en raison des Jeux olympiques | Championnat élite annulé en raison des Jeux olympiques |
| 2015  | Hilary Knight                                          | États-Unis                                             | 7                                                      | 5                                                      | 12                                                     |
| 2016  | Hilary Knight                                          | États-Unis                                             | 7                                                      | 2                                                      | 9                                                      |
| 2017  | Kendall Coyne                                          | États-Unis                                             | 5                                                      | 7                                                      | 12                                                     |
| 2018  | Championnat élite annulé en raison des Jeux olympiques | Championnat élite annulé en raison des Jeux olympiques | Championnat élite annulé en raison des Jeux olympiques | Championnat élite annulé en raison des Jeux olympiques | Championnat élite annulé en raison des Jeux olympiques |
| 2019  | Hilary Knight                                          | États-Unis                                             | 7                                                      | 4                                                      | 11                                                     |
| 2020  | Championnat élite annulé                               | Championnat élite annulé                               | Championnat élite annulé                               | Championnat élite annulé                               | Championnat élite annulé                               |
| 2021  | Mélodie Daoust                                         | Canada                                                 | 6                                                      | 6                                                      | 12                                                     |
| 2022  | Taylor Heise                                           | États-Unis                                             | 7                                                      | 11                                                     | 18                                                     |
| 2023  | Caroline Harvey (en)                                   | Canada                                                 | 4                                                      | 10                                                     | 14                                                     |
| 2024  | Alexandra Carpenter                                    | États-Unis                                             | 6                                                      | 4                                                      | 10                                                     |
| 2025  | Marie-Philip Poulin                                    | Canada                                                 | 7                                                      | 4                                                      | 11                                                     |

### Meilleures joueuses
Cette section présente la joueuse nommée Most Valuable Player (MVP) par les médias dans la division élite, pour chaque édition.
| Année | Joueuse                                                | Équipe                                                 |
| ----- | ------------------------------------------------------ | ------------------------------------------------------ |
| 2016  | Hilary Knight                                          | États-Unis                                             |
| 2017  | Brianna Decker                                         | États-Unis                                             |
| 2018  | Championnat élite annulé en raison des Jeux olympiques | Championnat élite annulé en raison des Jeux olympiques |
| 2019  | Jenni Hiirikoski                                       | Finlande                                               |
| 2020  | Championnat élite annulé                               | Championnat élite annulé                               |
| 2021  | Mélodie Daoust                                         | Canada                                                 |
| 2022  | Taylor Heise                                           | États-Unis                                             |
| 2023  | Sarah Fillier                                          | Canada                                                 |
| 2024  | Laila Edwards (en)                                     | États-Unis                                             |
| 2025  | Marie-Philip Poulin                                    | Canada                                                 |